# دوغلاس ه غينسبورغ
دوغلاس ه غينسبورغ (بالإنجليزية: Douglas H. Ginsburg)‏ (و. 1946 – م) هو قاض من الولايات المتحدة الأمريكية ولد في شيكاغو.

## التعليم
تعلم في جامعة كورنيل.